# Classe Kii
La classe Kii (紀伊型戦艦?, Kii-gata senkan) era una classe di quattro corazzate veloci progettate per la Marina Imperiale Giapponese (IJN) durante gli anni '20. Solo due di queste navi ricevettero un nome. Erano destinate a rafforzare la "flotta otto-otto giapponese, composta da otto corazzate e otto incrociatori da battaglia, dopo che gli Stati Uniti avevano annunciato un importante programma di costruzione navale nel 1919. Tuttavia, dopo la firma del Trattato Navale di Washington nel 1922, i lavori sulle navi furono sospesi; una coppia fu cancellata nel novembre 1923 e l'altra nell'aprile 1924.

## Progettazione e storia

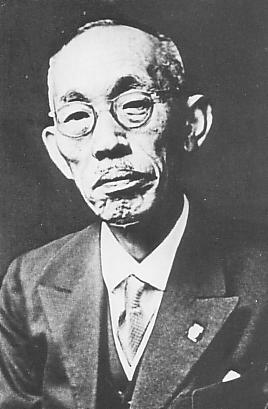
Yuzuru Hiraga

Nel 1918, la Marina aveva ottenuto l'approvazione per una flotta "otto-sei" di otto corazzate e sei incrociatori da battaglia, tutte navi di età inferiore agli otto anni. Tuttavia, avere quattro grandi corazzate (due ciascuna delle classi Nagato e Tosa) e quattro classe Amagi fase di ordine pose un enorme sforzo finanziario al Giappone, che stava spendendo circa un terzo del suo bilancio nazionale per la Marina. Nonostante ciò, la Marina Imperiale Giapponese ottenne l'approvazione del piano "otto-otto-otto" nel 1920 dopo che il presidente americano Woodrow Wilson annunciò nel 1919 l'intenzione di riavviare il piano del 1916 per dieci corazzate e sei incrociatori da battaglia aggiuntivi. La risposta giapponese fu quella di pianificare la costruzione di otto corazzate veloci aggiuntive nelle classi Kii e Numero 13.
Progettata dal capitano Yuzuru Hiraga, la classe Kii era basata in gran parte sui precedenti incrociatori da battaglia di classe Amagi, che a loro volta erano basati sul progetto della classe Tosa, meno corazzata. L'unica differenza sostanziale tra le Kii e le Amagi; le Amagi erano più veloci e le Kii avevano una cintura più spessa. Nonostante questa discendenza, le Kii furono classificate come "corazzate veloci", poiché avevano deciso di porre fine alla distinzione tra "corazzata" e "incrociatore da battaglia".

### Descrizione
Le navi avevano una lunghezza di 235 m tra le perpendicolari e 250 m complessivamente. Avevano una larghezza di 30,8 m e un pescaggio di 9,7 m. Il loro dislocamento normale era di 42.600 tonnellate.
La classe era destinata ad essere equipaggiata con quattro turbine a vapore con ingranaggi Gijutsu-Hombu, ciascuna delle quali azionava un albero di trasmissione. Le turbine erano progettate per produrre un totale di 131.200 cavalli vapore all'albero di trasmissione (97.800 kW), utilizzando il vapore fornito da 19 caldaie a tubi d'acqua Kampon alimentate a gasolio, per raggiungere una velocità massima di 29,75 nodi (55,10 km/h).
L'armamento primario della classe Kii era costituito da dieci cannoni da 410 mm in cinque torrette binate, due a prua e tre a poppa della sovrastruttura. Questi cannoni sparavano proiettili da 1.000 kg ad una velocità iniziale di 790 m/s. La batteria secondaria era composta da 16 cannoni da 140 mm Type 3 installati in casematte nella sovrastruttura. I cannoni azionati manualmente avevano una gittata massima di 19.770 m ad un'elevazione di +35° e sparavano ad un rateo di fuoco massimo di 10 colpi al minuto.  Le difese antiaeree delle navi consistevano in quattro cannoni singoli da 120 mm Type 10 montati attorno al fumaiolo. Ognuno di questi cannoni aveva un'elevazione massima di +75° e una cadenza di fuoco massima di 10-11 colpi al minuto. Potevano sparare proiettili da 20 kg con una velocità iniziale di 830 m/s fino a un'altezza massima di 10.000 m. La classe Kii era inoltre dotata di otto tubi lanciasiluri da 619 mm fuori dall'acqua, quattro su ogni fiancata.
Le navi erano protette da una cintura corazzata da 292 mm, inclinata di 15° verso l'esterno nella parte superiore per aumentare la sua capacità di resistere alla penetrazione a breve distanza. La cintura corazzata è stata progettata per essere in grado di resistere a proiettili da 410 mm da una distanza di 12/20 km. Le torrette e le barbette della batteria principale avrebbero avuto tra i 229 e i 280 mm di corazzatura, e la torre di comando sarebbe stata protetta da una corazza di 356 mm. I ponti avrebbero avuto 120 mm di spessore. Le corazzate di classe Kii sarebbero state equipaggiate con una paratia antisiluro da 75 mm, che si collegava in alto a un ponte di protezione da 38 mm sotto il ponte principale.

## Costruzione
Due navi furono ordinate il 12 ottobre 1921 e altre due furono ordinate più tardi quello stesso anno. La Kii fu assegnata all'arsenale navale di Kure , con una data di completamento prevista per novembre 1923, e la Owari (尾張, un'antica provincia) fu assegnata all'Arsenale Navale di Yokosuka, con completamento a settembre. Altre due navi senza nome, le numero 11 e 12, furono assegnate rispettivamente a Kawasaki, a Kobe, e Mitsubishi, a Nagasaki. La posa della chiglia delle navi fu interrotta il 5 febbraio a causa dei termini del Trattato Navale di Washington che proibivano la costruzione di tutte le corazzate di stazza superiore a 36.00 tonnellate. Le numero 11 e 12 furono formalmente cancellate il 19 novembre 1923; la Kii e la Owari seguirono il 14 aprile 1924.